# Centre-Avia
Centre-Avia Airlines era uma companhia aérea com sede em Moscou, Rússia. Operou serviços domésticos e internacionais. Sua base principal era o Aeroporto de Bykovo. Operou voos charter.

## História
A Centre-Avia foi fundada em 2000 e era propriedade da Bykovo Aircraft Repair Plant (29,4%), Aeroporto de Bykovo (20%), MRIK Investment (20%) e Resourcetrustbank (10,8%). Em 2010, a empresa foi liquidada.

## Frota
A frota da Centre-Avia consistia nas seguintes aeronaves:
| Aeronaves          | Total | Notas |
| ------------------ | ----- | ----- |
| Cessna Citation II | 1     |       |
| Yakoklev-42D       | 1     |       |
| Total              | 2     |       |